# Dagmar Dahlgren
Dagmar Dahlgren (17 de enero de 1880-20 de octubre de 1951) fue una bailarina, cantante y actriz cinematográfica de la época del cine mudo de Los Ángeles, California. Su carrera en el cine duró entre 1920 y 1922.

## Biografía
Dagmar Sophie Dahlgren nació en Oakland, California, hija de inmigrantes de Dinamarca. Fue alumna de danza de Isadora Duncan. En 1913, se casó con Lambert R. Hynes, un bombero de Oakland, pero el matrimonio terminó con la muerte de él casi cinco años después.
En abril de 1920, Dahlgren se convirtió en la octava esposa de Norman Selby, conocido en el boxeo como Kid McCoy. Dahlgren y McCoy vivieron juntos solo tres días. En 1924, McCoy fue acusado de asesinato en primer grado por el asesinato de Teresa Mora, una mujer rica que fue encontrada muerta con una foto de McCoy en la mano. McCoy, quien recibió un paquete de joyas de Mora antes de su muerte, sostuvo que Mora se suicidó. Dahlgren disputó una de las coartadas de McCoy durante su juicio por asesinato en Los Ángeles. Ella negó a su abogado que lo hubiera visto en los dos años anteriores a la muerte de Mora. Un jurado sentenció a McCoy en un veredicto de compromiso de homicidio preterintencional.
Dahlgren se casó al menos tres veces más. En orden cronológico se casó con el actor Victor Rodman (1892-1965), su compañero de vodevil Alek Kipper, y el profesor de danza de Berkeley, California, Herbert S. Calvert. Se casó con Calvert en mayo de 1935 después de acusarlo de intentar asfixiarla con una almohada en abril del mismo año.
En sus últimos años vivió recluida en Oakland y murió allí en 1951.

## Filmografía
| - The Man Haters (1922) - Late Hours (1921) - The Chink (1921) - Stop Kidding (1921) - A Straight Crook (1921) - Hurry West (1921) - Hobgoblins (1921) - The Love Lesson (1921) - Running Wild (1921) | - Prince Pistachio (1921) - Oh, Promise Me (1921) - Pinning It On (1921) - The Burglars Bold (1921) - Sleepy Head (1920) - Greek Meets Greek (1920) - Queens Up! (1920) - Mamma's Boy (1920) |

## Otras fuentes
- Coshocton Tribune, "Alienists Say McCoy Is Sane", 20 de agosto de 1924, Página 4.
- Dunkirk Evening Observer, "McCoy Had A Way With Women", 4 de diciembre de 1924, Página 13.
- The Helena Independent, "Fight Knockouts Did Not Defeat McCoy-Tackles Old Foe Again", 4 de agosto de 1937, Página 10.
- Lincoln State Journal, "Spoils Kid McCoy's Alibi", 30 de agosto de 1924, Página 2.
- Los Angeles Times, "Woman Asserts Betrothed Tried To Smother Her", 24 de abril de 1935, Página A1.
- Oakland Tribune, "Eighth Wife of Kid McCoy Remarries", 20 de mayo de 1935, Página 3.